# Gigantocypris
A Gigantocypris a kagylósrákok (Ostracoda) osztályának Myodocopida rendjébe, ezen belül a Cypridinidae családjába tartozó nem. Nemzetségének az egyetlen neme.

## Tudnivalók
A Gigantocypris-fajok nagy méretük miatt, talán a legismertebb kagylósrákok. A legnagyobb példányok 25 milliméter átmérőjűek. Narancssárga vagy vöröses színűek. Mélytengeri állatokként, 900-1300 méteres mélységekben lelhetők fel, ahová a napvilága nem jut el. A fényhiány ellenére a Gigantocypris-fajoknak hatalmas szemeik vannak. Ezek a néhány milliméter átmérőjű, távcsőtükörszerű szemek, valószínűleg az állatok által kibocsátott biolumineszcencia érzékelésére valók. Táplálékai az evezőlábú rákok (Copepoda) és az apró halak.

## Rendszerezés
A nembe az alábbi 6 faj tartozik:
- Gigantocypris agassizi G.W. Müller, 1895
- Gigantocypris australis Poulsen, 1962
- Gigantocypris danae Poulsen, 1962
- Gigantocypris dracontovalis Cannon, 1940
- Gigantocypris muelleri Skogsberg, 1920 - típusfaj
- Gigantocypris pellucida G.W. Müller, 1895

### Fordítás
- Ez a szócikk részben vagy egészben  a   Gigantocypris című angol Wikipédia-szócikk ezen változatának fordításán alapul.  Az eredeti cikk szerkesztőit annak laptörténete sorolja fel. Ez a jelzés csupán a megfogalmazás eredetét és a szerzői jogokat jelzi, nem szolgál a cikkben szereplő információk forrásmegjelöléseként.